# لفرارزة (آيت يعقوب)
لفرارزة هو دُوَّار يقع بجماعة آيت بلقاسم، إقليم الخميسات، جهة الرباط سلا القنيطرة في المملكة المغربية. ينتمي الدوّار لمشيخة آيت يعقوب التي تضم 7 دواوير. يقدر عدد سكانه بـ 375 نسمة حسب الإحصاء الرسمي للسكان والسكنى لسنة 2004.

## روابط خارجية
- البوابة الوطنية للجماعات الترابية نسخة محفوظة 12 مارس 2018 على موقع واي باك مشين.
- المندوبية السامية للتخطيط